# Giorgio Israel
Giorgio Israel (Roma, 6 marzo 1945 – Roma, 25 settembre 2015) è stato uno storico della scienza, matematico ed epistemologo italiano.
Membro della Académie Internationale d'Histoire des Sciences e professore dell'Università di Roma "La Sapienza", è stato autore di più di 200 articoli scientifici e 30 volumi, nei quali ha esplorato il ruolo della scienza nella storia della cultura europea e ha condotto una critica dell'idea di razionalità matematica e del meccanicismo.

## Biografia
Nacque a Roma, figlio di Saul Israel, medico e scrittore che da Salonicco (Grecia) si trasferì prima a Parigi poi nella capitale italiana.

Laureato in matematica presso l'Università di Roma "La Sapienza" nel 1968, è stato professore di questo ateneo dal 1973 fino al pensionamento nel 2012. Ha dedicato i primi anni delle sue ricerche a temi di algebra commutativa e di geometria algebrica; il suo interesse si è rivolto poi alla matematica applicata; ma il suo lavoro di studioso si è concentrato sulla storia della matematica e sulla storia della scienza.
Presso l'Università "La Sapienza" di Roma, dopo un periodo (1969-1970) come borsista del Consiglio Nazionale delle Ricerche e come assistente incaricato di Beniamino Segre (1903-1977) alla cattedra di istituzioni di geometria superiore, è stato nominato assistente ordinario alla cattedra di geometria II e, nel 1973, professore incaricato (dapprima di geometria algebrica; dal 1976 di matematiche complementari). Nel 1982 diventa professore associato di matematiche complementari e, dal 1992, di storia della matematica; e nel 2000 professore ordinario di matematiche complementari, cattedra che ha ricoperto fino al 2012 continuando a svolgere il corso di storia della matematica.
È stato direttore del Centro Interdipartimentale di Ricerca in Metodologia delle Scienze dell'Università "La Sapienza" di Roma dal 2001 al 2006 e ha diretto il corso di perfezionamento in storia della scienza (fondato da Giorgio Tecce) dal 1985 al 1987. I suoi corsi universitari hanno spaziato su temi di matematica (algebra, geometria, teoria dei campi, modellistica matematica e teoria qualitativa delle equazioni differenziali ordinarie, teoria dei giochi) e soprattutto di storia della matematica e storia della scienza.
È stato membro della International Commission on the History of Mathematics dal 1991 al 1993 e quindi membro dello Executive Committee della medesima commissione dal 1994 al 2004. Membro corrispondente dell'Académie Internationale d'Histoire des Sciences dal 1993 al 1997, ne è divenuto membro effettivo a partire dal 1997. È stato “chercheur associé” del CNRS (Centre National de la Recherche Scientifique, Francia) dal 1988 al 1989 e borsista senior del CNR presso l'École Normale Supérieure (Parigi) nel 1990. È stato directeur d'études associé presso l'École des Hautes Études en Sciences Sociales (Parigi) negli anni 1995, 1998, 2001; professore invitato presso l'Université Paris I – Panthéon Sorbonne (2002) e presso l'Université du Sud Toulon-Var (2004). Ha tenuto numerose conferenze in Italia e all'estero, in particolare in Francia, Spagna, Germania, Regno Unito, Portogallo, Stati Uniti, Israele, Svizzera, Sudafrica.
È stato direttore responsabile della rivista di storia della scienza dal 1993 al 1997 e membro del comitato scientifico di numerose riviste, tra cui Bollettino di Storia delle Scienze Matematiche, Revue d'Histoire des Mathématiques, LLULL (Revista de la Sociedad Española de Historia de las Ciencias y de las Técnicas), Science et Techniques en Perspective, Alliage, Electronic Journal of the History of Probability and Statistics. È stato membro del Comitato Scientifico del XIXth International Congress of History of Science (Saragozza, Spagna 1993), nel quale ha organizzato un simposio sulla matematizzazione delle scienze biologiche, economiche e sociali. Ha organizzato un workshop su “Berlin as a centre of mathematical activity” nell'ambito dell'International Congress of Mathematicians (Berlino, 1998).
Ha fatto parte della commissione per il riordino del fondo d'archivio Vito Volterra presso l'Accademia Nazionale dei Lincei e del Comitato Nazionale per le celebrazioni in onore di Enrico Fermi. Ha diretto, dal 1976 fino al 2012 numerosi programmi di ricerca su temi di storia della matematica dell'Università di Roma "La Sapienza", del Ministero della pubblica istruzione, del Consiglio Nazionale delle Ricerche (CNR), e ha diretto l'unità di Roma dei Progetti di ricerca di interesse nazionale (PRIN) nell'area della storia della matematica.
Ha svolto un'intensa attività di impegno civile e politico, dapprima nell'ambito della sinistra e poi su posizioni autonome, collaborando a numerosi quotidiani e periodici tra cui (in periodi diversi) Il Messaggero, Il Mattino, Il Foglio, Avvenire, Paese Sera, l'Unità, il Giornale, Libero, L'Osservatore Romano, Tempi.

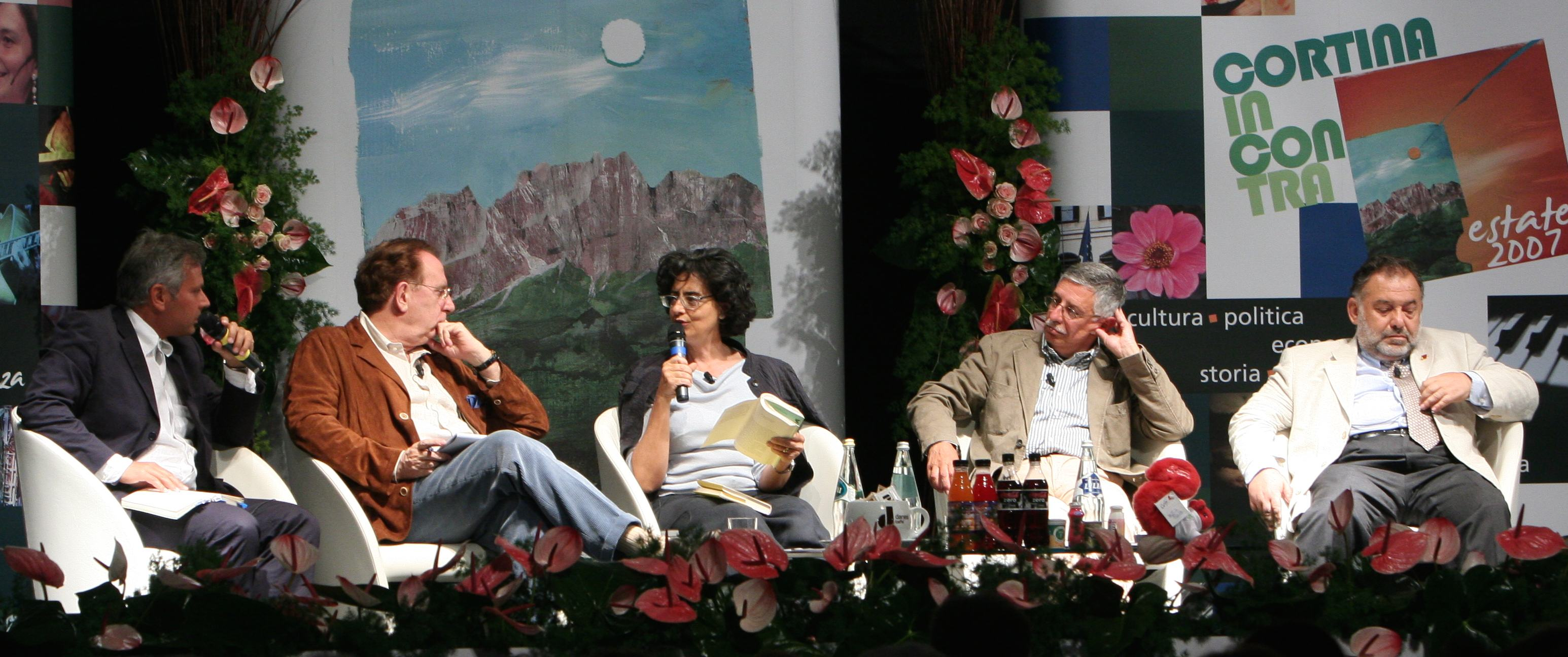
Un dibattito a Cortina d'Ampezzo con Armando Massarenti, Michele Mirabella, Marina Valensise, Giorgio Israel, Edoardo Boncinelli

Il suo saggio “Chi sono i nemici della scienza?” (Lindau, 2008) segna l'inizio di un attivo coinvolgimento nella questione dell'istruzione con numerosi interventi e con il suo lavoro come membro della Commissione per la riforma dell'insegnamento della matematica (ministero Fioroni, 2007), come presidente del Gruppo di lavoro per la formazione degli insegnanti e membro della Commissione per le nuove Indicazioni nazionali per i Licei (ministero Gelmini, 2008-2009), e come membro del Comitato di selezione del presidente dell'Invalsi (ministero Carrozza, 2013). Interviene anche sull'ibridazione contemporanea fra scienza e tecnologia (tecnoscienza) e sulle sue implicazioni sociali ed etiche.

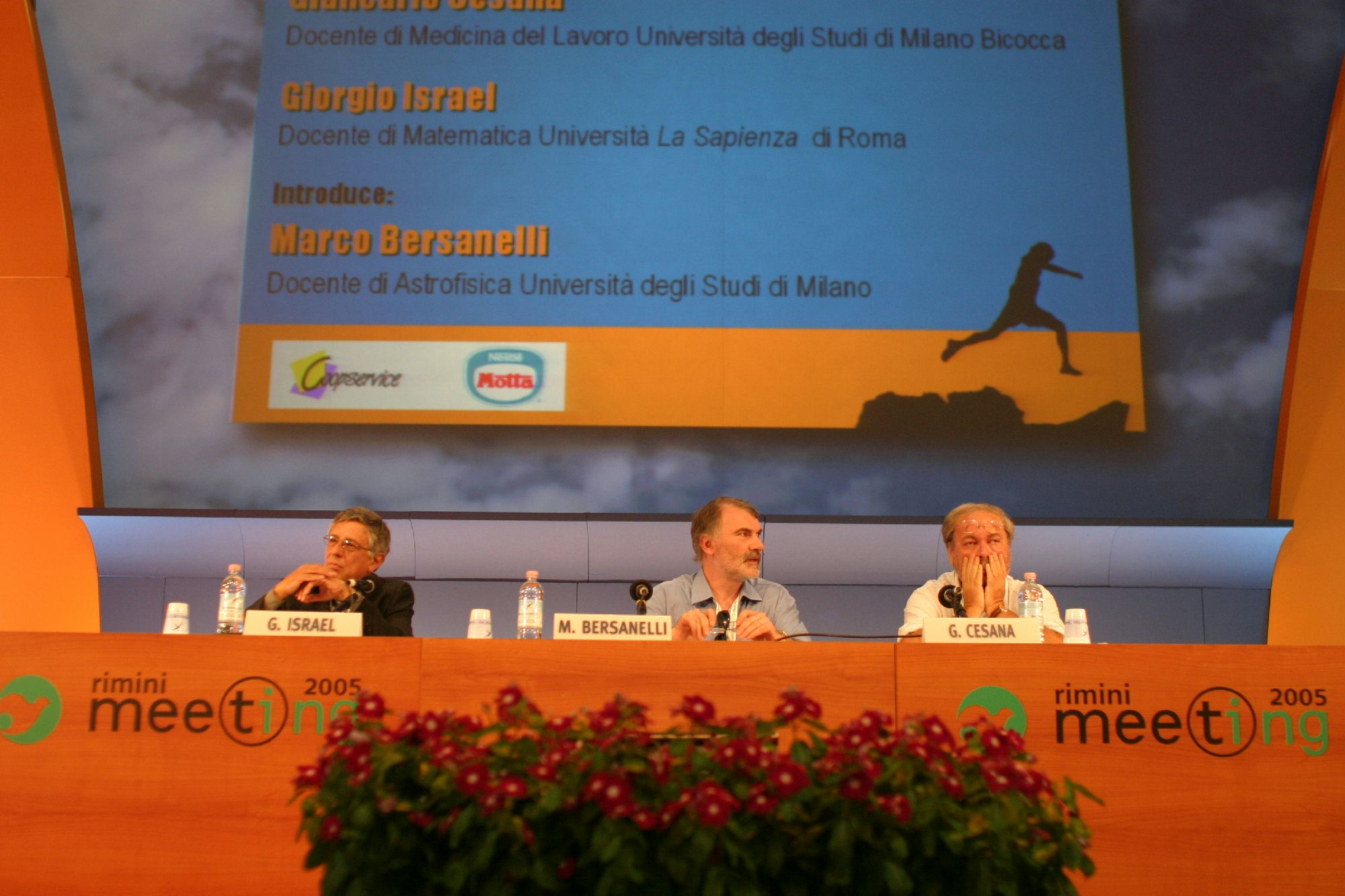
Giorgio Israel al Meeting di Rimini nel 2005

Gestiva due blog, di cui uno (in collaborazione con sua moglie Ana Millán Gasca) dedicato all'insegnamento della matematica, e una pagina web personale.

## Pensiero
Dai temi di matematica pura (algebra commutativa) degli anni giovanili si è spostato, dalla fine degli anni settanta, verso la matematica applicata, con la collaborazione al progetto di ricerca MONIF (modelli matematici, analisi numerica e informatica), diretto da Wolf Gross (1920-1991) e Umberto Mosco presso l'Università di Roma "La Sapienza", e diversi soggiorni di ricerca presso il CEREMADE (Centre de Recherche des Mathématiques de la Décision) dell'Université de Paris Dauphine). Si è occupato allora della teoria qualitativa dei sistemi dinamici differenziali e dei nuovi sviluppi della modellistica matematica, in particolare nel campo della biologia (dinamica delle popolazioni) e, soprattutto, dell'economia e della teoria dell'equilibrio economico generale. 
Ma alla ricerca matematica si era affiancato fin dall'inizio della sua carriera l'interesse per i problemi di storia ed epistemologia della scienza, a partire dalle prime riflessioni sulla corrente assiomatica e il bourbakismo, che cercavano di porre nel contesto storico la situazione della ricerca matematica (e il divario fra matematica pura ed applicata) negli anni settanta. Pubblica nel 1976 uno dei suoi primi lavori storico-epistemologici insieme a Lucio Lombardo Radice, con il quale condivide anche l'interesse per la divulgazione della matematica.
L'interazione fra la ricerca storica e i suoi studi di modellistica matematica determina un orientamento deciso verso un approccio che saldava l'analisi storica con la critica epistemologica dei modelli, in particolare nel campo delle scienze non fisiche. In due articoli scritti con Bruna Ingrao, che poi diedero luogo al saggio "La mano invisibile" (Laterza, 1987, tradotto da MIT Press con il titolo The Invisible Hand, 1990, 2000) gli autori presentarono la tesi secondo cui i tentativi di dimostrare matematicamente i fondamenti della teoria dell'equilibrio economico generale erano approdati a una serie di insuccessi di cui la comunità scientifica non voleva prendere atto; questo saggio ha ricevuto la seguente presentazione da parte di Robert Solow, premio Nobel per l'economia: « Marshall's famous remark about economics as biology was dead on arrival. Economic theory has tried instead to be like physics. This book shows how that happened. It is a fascinating chapter in intellectual history, well told, with resonances in theoretical practice today. We can all learn something from it». Secondo Philip Mirowski, si tratta della prima documentazione storica rigorosa del fallimento del programma di ricerca [dell'economia] neoclassica.
Prende allora forma l'obbiettivo di analizzare e decostruire le forme della razionalità matematica volta alla rappresentazione dei fenomeni reali attraverso l'approccio modellistico, per mostrare i profondi limiti dei tentativi di esportare alla sfera dei fenomeni biologici, sociali ed economici, metodi che hanno dato un'eccellente prova nel campo del mondo inanimato ma che invece si sono mostrati del tutto inadeguati in un contesto caratterizzato dall'elemento della scelta soggettiva. Questa critica è stata condotta attraverso analisi puntuali di “case studies” Scavando in questa direzione si rende sempre più evidente il paradossale fenomeno del riproporsi del meccanicismo come filosofia scientifica dominante, nonostante i suoi numerosi insuccessi, della fragilità di concetti come quelli di complessità, in quanto tentativi di riproporre il riduzionismo meccanicistica sotto una veste apparentemente nuova. Su queste indagini, presentati in numerosi volumi e articoli, poggia la critica delle derive contemporanee della tecnoscienza, che ha anche dato luogo a un'ampia pubblicistica su riviste e quotidiani.
Sulla scia di Alexandre Koyré (1892-1964) e di Mirko Grmek (1924-2000), le ricerche di Giorgio Israel cercano di collocare la scienza nel suo contesto storico-culturale, analizzando l'intricata rete dei rapporti con la società, la tecnica o il pensiero religioso delle idee scientifiche, la cui conoscenza ci permette di comprendere meglio il ruolo della scienza nella cultura europea, anche nei suoi aspetti deteriori come il razzismo novecentesco. Una riflessione sulla sua carriera si può leggere nel volume “Scienza e storia: la convivenza difficile” (Di Renzo Editore, 1999). Si è occupato dello sviluppo della scienza in Italia a partire dall'Unità, con ricerche su Luigi Cremona, Tullio Levi Civita e, soprattutto, Federico Enriques e Vito Volterra, e sulle teorie scientifiche razziali e delle politiche con cui sono state implementate in Italia durante il fascismo, esaminate nel saggio “Il fascismo e la razza. La scienza italiana e le politiche razziali del regime” (2010). 
Con Ana Millán Gasca ha pubblicato una biografia scientifica di John von Neumann che ha avuto il Premio Peano ed è stata tradotta in inglese.
Molti i suoi contributi alla divulgazione della matematica, a partire dal suo “Modelli matematici”, un volume del 1986 che ha avuto numerose edizioni. Il suo contributo più recente è il volume “Pensare in matematica”(Zanichelli, 2012, con A. Millán Gasca) che vuol fornire una panoramica vasta del pensiero matematico e delle sue metodologie fondamentali, secondo una prospettiva culturale che ha anche l'ambizione di attrarre verso questa scienza coloro che la considerano estranea al pensiero e di difficile assimilazione, mostrando invece come essa debba essere considerata come uno dei due pilastri fondamentali del pensiero e della cultura occidentali.
Ha portato avanti numerose battaglie appassionate per la difesa dell'istruzione classica, commentando e criticando le riforme scolastiche promosse in Italia all'inizio del terzo millennio.

## Opere

### Libri
• Teoria dei campi, (con M. Girardi), Milano, Feltrinelli, 1976.

• Modelli matematici, Roma, Editori Riuniti, 1986; nuova ed. riveduta, Roma, Franco Muzzio, 2002.

• La mano invisibile. L'equilibrio economico nella storia della scienza (con B. Ingrao), Roma-Bari, Laterza, 1987; trad. ingl. The Invisible Hand. Economic Equilibrium in the History of Science, Cambridge, Mass., The M.I.T. Press, 1990, (paperback 2000).

• Il mondo come gioco matematico. John von Neumann, scienziato del Novecento (con A. Millán Gasca), Roma, La Nuova Italia Scientifica, 1995; trad. spagnola El mundo come un juego matemático. John von Neumann, un científico del siglo XX, Madrid, Nivola, 2001; nuova ed. rinnovata e ampliata: Il mondo come gioco matematico. La vita e le idee di John von Neumann (con A. Millán Gasca), Torino, Bollati Boringhieri, 2008 (Premio Peano 2008); trad. ingl. The World as a Mathematical Game, John von Neumann and Twentieth Century Science, Basel-Berlin-Boston, Birkhäuser, 2009.

• La mathématisation du réel. Essai sur la modélisation mathématique, Paris, Seuil, 1996; trad. it. La visione matematica della realtà, Introduzione ai temi e alla storia della modellistica matematica, Roma-Bari, Laterza, 1996.

• Il Giardino dei Noci. Incubi postmoderni e tirannia della tecnoscienza, Napoli, CUEN, 1998; trad. fr. Le jardin au noyer. Pour un nouveau rationalisme, Paris, Seuil, 2000; nuova ed. riveduta Incubi postmoderni e tirannia della tecnoscienza, e-book, Amazon-Kindle, 2013).

• Scienza e razza nell'Italia fascista (con P. Nastasi), Bologna, il Mulino, 1998.

• Scienza e storia: la convivenza difficile, Roma, Di Renzo, 1999.

• La questione ebraica oggi. I nostri conti con il razzismo, Bologna, il Mulino, 2002: nuova ed. riveduta e ampliata La questione ebraica, e-book, Amazon-Kindle, 2014.

• The Biology of Numbers. The Correspondence of Vito Volterra on Mathematical Biology, (con Ana Millán Gasca), Basel-Boston-Berlin, Birkhäuser, 2002.

• Determinism, Holism, and Complexity, (V. Benci, P. Cerrai, P. Freguglia, G. Israel, C. Pellegrini, eds.), New York, Kluwer, 2003.

• La macchina vivente. Contro le visioni meccaniciste dell'uomo, Torino, Bollati Boringhieri, 2004.

• La Kabbalah, Bologna, il Mulino, 2005.

• Liberarsi dei demoni. Odio di sé, scientismo e relativismo, Milano, Marietti, 2006.

• Il Decalogo. Con CD Audio. Vol. 3: Non ti farai immagine di Dio (con P. A. Rovatti), Milano, Alboversorio, 2007.

• Chi sono i nemici della scienza? Riflessioni su un disastro educativo e culturale e documenti di malascienza, Torino, Lindau, 2008, (Premio Capalbio 2008); nuova ed. riveduta e ampliata, e-book, Amazon-Kindle, 2013.

• Per una medicina umanistica. Apologia di una medicina che curi i malati come persone, Torino, Lindau, 2010 (2ª ed. e-book, Amazon-Kindle, 2013).

• Il fascismo e la razza. La scienza italiana e le politiche razziali del regime, Bologna, Il Mulino, 2010.

• “Emmanuel-Étienne Duvillard de Durand, “Principes et formules du calcul des probabilités pour assigner les limites des variations des événements naturels”, ed. e saggio critico a cura di L. Dell'Aglio et G. Israel Editions de l'INED (Institut National des Études Démographiques), Paris, 2010.

• La natura degli oggetti matematici alla luce del pensiero di Husserl, Genova-Milano, Marietti, 2011.

• Pensare in matematica (con A. Millán Gasca), Bologna, Zanichelli, 2012.

• Essays on the history of mathematical biology, e-book, Amazon-Kindle, 2013.

• Il bourbakismo. Saggio sull'ideologia di una delle ultime scuole scientifiche con un'antologia di testi, e-book, Amazon-Kindle, 2013.

• Un entretien avec René Thom – Un'intervista a René Thom, e-book, Amazon-Kindle, 2013.

### Articoli
• “'Rigore' e 'Assiomatica' nella Matematica Moderna", in Scienza e Storia. Analisi critica e problemi attuali (a cura di S. Tagliagambe, A. Di Meo), Roma, Editori Riuniti, 1980, pp. 427–450.

• “Correspondence and manuscripts recovered at the Istituto Matematico "G. Castelnuovo" of the University of Rome (con L. Nurzia), Historia Mathematica, Vol. 10, No. 1, 1983, pp. 93–97.

• “Vito Volterra: un fisico matematico di fronte ai problemi della fisica del Novecento”, Rivista di Storia della Scienza, Vol. 1, nº 1, 1984, pp. 39–72.

• “The Poincaré-Volterra Theorem: A Significant Event in the History of the Theory of Analytic Functions”, (con L. Nurzia), Historia Mathematica, Vol. 11, No. 2, 1984, pp. 161–192.

• “Le due vie della matematica italiana contemporanea”, in La ristrutturazione delle scienze fra le due guerre mondiali, Atti del Congresso "La ristrutturazione della scienza fra le due guerre mondiali", Firenze/Roma, 28 giugno - 3 luglio 1980 (a cura di G. Battimelli, M. De Maria, A. Rossi), 2 Voll., Roma, Editrice Universitaria "La Goliardica", 1984, Vol. I (L'Europa), pp. 253–287.

• “General Economic Equilibrium Theory. A History of Ineffectual Paradigmatic Shifts” (con B. Ingrao), Fundamenta Scientiae, Vol. 6, 1985, pp. 1–45, 89-125.

• “L'I.N.A. e la scuola matematica prima della seconda guerra mondiale”, in I settantacinque anni dell'Istituto Nazionale delle Assicurazioni, Roma, Istituto della Enciclopedia Italiana, 1987, pp. 107–120.

• “The contribution of Volterra and Lotka to the development of modern biomathematics”, History and Philosophy of the Life Sciences, Vol. 10, No. 1, 1988, pp. 37–49.

• “Federigo Enriques: a psychologistic approach for the working mathematician”, in Perspectives on psychologism (M. A. Notturno ed.), Leiden, Brill, 1989, pp. 426–457.

• “Politica della razza e persecuzione antiebraica nella comunità scientifica italiana”, in Le legislazioni antiebraiche in Italia e in Europa, Atti del Convegno nel cinquantenario delle leggi razziali (Roma, 17-18 ottobre 1988), Roma, Camera dei Deputati, 1989, pp. 123–162.

• “Fundamental trends and conflicts in Italian Mathematics between the Two World Wars” (con L. Nurzia), Archives Internationales d'Histoire des Sciences, Vol. 39, N° 122, 1989, pp. 111–143.

• “Dalle Regulæ alla Géométrie”, in Descartes: il metodo e i saggi (a cura di G. Belgioioso, G. Cimino, P. Costabel, G. Papuli), Acta Encyclopædica, Voll. 18* e 18**, Roma, Istituto della Enciclopedia Italiana, 1990, vol. 18**, pp. 441–474.

• “Il determinismo e la teoria delle equazioni differenziali ordinarie”, Physis, Rivista Internazionale di Storia della Scienza, Vol. XXVIII, 1991 (Nuova Serie), Fasc. 2, pp. 305–58.
• “Mito e razionalità”, dibattito con Elémire Zolla, Prometeo, Anno 9, marzo 1991, N. 33, pp. 123–133.

• “Approccio descrittivo ed approccio ermeneutico nella modellistica matematica contemporanea”, in Immagini Linguaggi Concetti (a cura di S. Petruccioli) Roma, Theoria, 1991, pp. 139–166. 
• “Volterra's "analytical mechanics" of biological associations", Archives Internationales d'Histoire des Sciences, Vol. 41, 1991, pp. 57–104, 306-351.

• “L'histoire du principe philosophique du déterminisme et ses rencontres avec les mathématiques”, in Chaos et Déterminisme (A. Dahan Dalmedico, J.-L. Chabert, K. Chemla, eds.), Paris, Editions du Seuil, Collection "Points", 1992, pp. 249–273.

• "Poincaré et Enriques: deux conceptions différentes sur les rapports entre mathématiques, mécanique et géométrie, in 1830-1930: A Century of Geometry, Epistemology, History and Mathematics" (L. Boi, D. Flament, J.-M. Salanskis Eds.), Lecture Notes in Physics No. 402, Berlin, Springer-Verlag, 1992, pp. 107–126.

• “Federigo Enriques e il ruolo dell'intuizione nella geometria e nel suo insegnamento”, saggio introduttivo all'edizione anastatica del volume: F. Enriques, U. Amaldi, Elementi di Geometria, Zanichelli, Bologna, 1945; Edizioni Studio Tesi, 1992, pp. IX-XXII.

• “The Two Paths of the Mathematization of the Social and Economic Sciences. The Decline of the "Mathématique Sociale" and the Beginnings of Mathematical Economics at the Turn of the Eighteenth Century", Physis, Rivista Internazionale di Storia della Scienza, Vol. XXX, 1993, Nuova serie, Fasc. 1, pp. 27–78.

• “Enriques Federigo”, Dizionario Biografico degli Italiani, Vol. XLII, ottobre 1993 Roma, Istituto della Enciclopedia Italiana, pp. 777–783.

• “Equilibrio economico”, (con B. Ingrao), Enciclopedia delle Scienze Sociali, Roma, Istituto della Enciclopedia Italiana, 1993, vol. III, pp. 605–620.

• “L'ebraismo e il pensiero scientifico: il caso della Kabbalah”, Prometheus, 15, Le Religioni di Abramo e la scienza, dicembre 1993, pp. 7–39. Traduzione francese: "Le judaïsme et la pensée scientifique: le cas de la Kabbale", in Les religions d'Abraham et la science, Paris, Maisonneuve & Larose, 1996, pp. 9–44.

• “The Emergence of Biomathematics and the Case of Population Dynamics. A Revival of Mechanical Reductionism and Darwinism”, Science in Context, Vol. 6, No. 2, 1993, pp. 469–509.
• “Boltzmann's concept of 'Nachwirkung' and the "mechanics of heredity"”, (con M. G. Ianniello), Proceedings of the International Symposium on Ludwig Boltzmann (Rome, February 9-11, 1989), ed. by G. Battimelli, M. G. Ianniello, O. Kresten, Wien, Verlag der Österreichischen Akademie der Wissenschaften, 1993, pp. 113-133.

• “Mathematical Biology”, Companion Encyclopedia of the History and Philosophy of the Mathematical Sciences, ed. by I. Grattan-Guinness, (2 voll.), 1994, London, Routledge, section 9.18, Vol. 2, pp. 1275–1280.

• “Mathematical Economics”, Companion Encyclopedia of the History and Philosophy of the Mathematical Sciences, ed. by I. Grattan-Guinness, (2 voll.), 1994, London, Routledge, section 10.18, Vol. 2, pp. 1415–1423.

• “La sapienza del nulla”, Sfera, 40, maggio-luglio 1994, pp. 36–43; ripubblicato in: J. D. Barrow, G. Israel, E. Di Mauro, P. Zellini, J. M. Winter, B. Placido, C. De Seta, Zero e infinito, I princìpi di ordine che intervengono in natura, Napoli, Cuen, 1999, pp. 41–52.

• “Le zéro et le néant: la Kabbalah à l'aube de la science moderne”, Alliage, nº 24-25, Automne-Hiver 1995, (numero spécial Autour de la Méditerranée), pp. 88–98.

• “Administrer c'est calculer: due “matematici sociali” nel declino dell'Età dei Lumi", Bollettino di Storia delle Scienze Matematiche, vol. XVI, fasc. 2, 1996, pp. 241–314.

• “Il principio di minima azione e il finalismo in meccanica”, Le Scienze, anno XXX, vol. LVIII, n. 346, giugno 1997, pp. 70–76.

• “The Analytical Method in Descartes' Géométrie”, in Analysis and Synthesis in Mathematics, History and Philosophy (M. Otte, M. Panza, eds.), Boston Studies in the Philosophy of Science, vol. 196, Dordrecht/Boston/London, Kluwer Academic Publishers, 1997, pp. 3–34.

• “L'idea di rivoluzione scientifica e le tendenze recenti della storiografia della scienza”, Rivista di Filosofia, vol. LXXXIX, N. 1, aprile 1998, pp. 113–138.

• “Des Regulœ à la Géométrie”, Revue d'Histoire des Sciences, vol. 51, fasc. 2-3, 1998, pp. 183–236.

• “Il 'positivismo critico' di Federigo Enriques nella filosofia scientifica del Novecento”, in Federigo Enriques, Filosofia e storia del pensiero scientifico (a cura di O. Pompeo Faracovi e F. Speranza, Livorno, Belforte Editore Libraio, 1998, pp. 19–44.

• “Analogie, metafore e verifica empirica nella biologia matematica contemporanea”, in Pristem/Storia, Note di matematica, Storia e cultura, N° 1, Milano, Springer Verlag-Italia, 1998, pp. 53–72.

• “The "Essential Tension" at Work in Qualitative Analysis: A Case Study of the Opposite Points of View of Poincaré and Enriques on the Relationships between Analysis and Geometry", (con M. Menghini), Historia Mathematica, Vol. 25, No. 4, 1998, pp. 379–411.

• “Mille lenti per osservare il mondo: ottant'anni di modellistica matematica”, in "Ventesimo Convegno Nazionale UMI-CIIM sull'insegnamento della matematica: «La matematica e le altre scienze: modelli, applicazioni, strumenti didattici»", Notiziario dell'Unione Matematica Italiana, Supplemento al n. 10, anno XXVI, ottobre 1999, pp. 17-28.

• “Modellistica matematica”, Appendice 2000 della Enciclopedia Italiana "Treccani", 2000, Roma, Istituto della Enciclopedia Italiana, Vol. II, pp. 196–201.

• “Modèle-récit ou récit-modèle?”, in Le modèle et le récit, (sous la direction de Jean-Yves Grenier, Claude Grignon, Pierre-Michel Menger), Paris, Editions de la Maison des sciences de l'homme, 2001, pp. 365–424.

• “L'idéologie de la toute puissance de la science. La constitution des champs disciplinaires”, in L'Europe des sciences. Constitution d'un espace scientifique, Paris, Éditions du Seuil, 2001, pp. 135–162.

• “The Two faces of Mathematical Modelling: Objectivism vs. Subjectivism, Simplicity vs. Complexity”, in The Application of Mathematics to the Sciences of Nature. Critical Moments and Aspects (P. Cerrai, P. Freguglia, C. Pellegrini, eds.), New York, Kluwer Academic/Plenum Publishers, 2002, pp. 233–244.

• “Technological innovation and new mathematics: van der Pol and the birth of non-linear dynamics”, in Technological Concepts and Mathematical Models in the Evolution of Engineering Systems, Controlling-Managing-Organizing (M. Lucertini, A. Millán Gasca, F. Nicolò, eds.), Basel-Boston-Berlin, Birkhäuser Verlag, 2004, pp. 52–78.

• “La Kabbalah e la mistica dei numeri”, in Matematica e cultura 2004 (a cura di Michele Emmer), Milano, Springer Verlag Italia, 2004, pp. 191–206.

• “La matematizzazione della biologia e la biomatematica”, in Storia della Scienza (diretta da S. Petruccioli) 10 voll., 2001-2004, vol. VIII, La seconda rivoluzione scientifica, Roma, Istituto della Enciclopedia Italiana, 2004, cap. XXXVII, pp. 288–293.

• “Oltre il mondo inanimato: la storia travagliata della matematizzazione dei fenomeni biologici e sociali”, Atti del Diciassettesimo Congresso dell'Unione Matematica Italiana, Milano, 8-13 settembre 2003, Bologna, Unione Matematica Italiana, 2004, pp. 129–158.

• “Intellettuali e scienziati ebrei nell'età del fascismo”, in Enriques e Severi. Matematici a confronto nella cultura del Novecento, Atti del Convegno omonimo, Livorno, 24-25 ottobre 2002, a cura di O. Pompeo Faracovi, Sarzana, Agorà Edizioni, 2004, pp. 161–180.

• “Science and the Jewish Question in the Twentieth Century: The Case of Italy and what it shows”, Aleph, Historical Studies in Science and Judaism, Vol. 4, 2004, pp. 191–261.

• “Vito Volterra, Book on Mathematical Biology (1931)”, in Landmark Writings in Western Mathematics, 1640-1940, edited by I. Grattan-Guinness, Amsterdam, Elsevier, 2005, pp. 936–944.

• “The Science of Complexity: Epistemological Problems and Perspectives”, Science in Context, 18 (3), 2005, pp. 1–31.

• “Intervista a Giorgio Israel”, in Professione matematico (a cura di M. Bertolani), Pisa, SciBooks Edizioni, 2005, pp. 127–150.

• “Die Mathematik des Homo oeconomicus”, in J. Brüning, E. Knobloch (Hrsg.), Die Mathematischen Wurzeln des Kultur, Munchen, Wilhelm Fink, 2005, pp. 153–172.

• “La sfera nel pensiero religioso ebraico (The Sphere in Jewish Religious Thought)", in Esprit Sphérique (a cura di M. Bertoldini), Fondazione Galleria Gottardo, Lugano e Edizioni Charta, Milano, 2006, pp. 171–200.

• “Lo strano concetto di punto materiale”, in Matematica e Cultura 2007 (a cura di Michele Emmer), Milano, Springer Verlag Italia, 2007, pp. 17–27.

• “Scienza pura e applicata nell'ultimo trentennio: una trasformazione radicale, in Bollettino UMI-sez. A, La Matematica nella Società e nella Cultura, Serie VIII, Vol. X-A, N. 1 Aprile 2007, pp. 21-53.

• “Redeemed intellectuals and Italian Jews”, Telos, vol. 139, 2007, pp. 85–108.

• “Does game theory offer ‘new’ mathematical images of economic reality?”, in Money and Markets. A doctrinal approach (A. Giacomin, M. C. Marcuzzo, eds.), London & New York, Routledge, 2007, pp. 48–56. 

• “Il documento “Il fascismo e i problemi della razza” del luglio 1938", La Rassegna Mensile di Israel, Vol. LXXIII, n. 2, maggio-agosto 2007 (2008), pp. 103–118.

• “Y a-t-il des lois en économie?”, in Liber Amicorum Jean Dhombres (edité par P. Radelet de Grave), Louvain-La-Neuve, Centre de Recherche en Histoire des Sciences, Brepols, 2008, pp. 207–227.

• “La représentation formelle des comportements subjectifs: le cas de la théorie des jeux”, in Sciences de l'homme et sciences de la nature, Essais d'épistémologie comparée (sous la direction de Claude Grignon et Claude Kordon), Paris, Editions de la Maison des sciences de l'homme, 2009, pp. 143–166.

• “Florenskij, l'infinito, la teologia”, in Matematica e cultura 2010 (a cura di M. Emmer), Milano, Springer Verlag Italia, 2010, pp. 55–66.

• “L'ebraismo e la natura”, in AA. VV., Assicurare la sostenibilità ambientale, a cura di G. Martirani e C. Finocchietti, Istituto di Studi Politici S. Pio V, Roma, Editrice Apes, Roma, 2011, pp. 87–119.

• “The expulsion of Jewish Professors from University Science Departments during Fascism”, Telos, n. 164, fall 2013, pp. 97–115.

• “Einstein's Jewish Science. Physics at the Intersection of Politics and Religion”, by Steven Gimbel (recensione di), ISIS (celebrating 100 years), Vol. 104, No. 2, june 2013, pp. 404–405.

• “Gli indistruttibili paradossi di Zenone”, in L'homme au risque de l'infini. Mélanges d'histoire et de philosophie des sciences offerts a Michel Blay, (M. Malpangotto, V. Jullien, E. Nicolaidis), Collana De Diversis Artibus, Bruxelles, Brepols, 2013, pp. 25–33.

• “Federigo Enriques”, in Il contributo italiano alla storia del pensiero, Ottava Appendice, Enciclopedia Italiana, Roma, Istituto della Enciclopedia Italiana, 2013, pp. 641–645.